# Vieux Fort
Vieux Fort es un pueblo de Santa Lucía que forma parte del distrito de su nombre del que es cabecera. 

## Historia
En los Siglos XVIII y XIX fue un importante centro azucarero. Durante la Segunda Guerra Mundial los estadounidenses construyeron la base aérea Beane, que posteriormente se amplió para formar el Aeropuerto internacional Hewanorra.
Hoy en día, Vieux Fort es el principal punto de entrada de Santa Lucía.